# Isaak Moissejewitsch Rabinowitsch (Ingenieur)
Isaak Moissejewitsch Rabinowitsch, russisch Исаак Моисе́евич Рабинович, englische Transkription Isaac Moiseevich Rabinovich,  (* 23. Januar 1886 in Mogiljow; † 28. April 1977 in Moskau) war ein sowjetischer Bauingenieur.

## Leben
Nach dem Schulabschluss 1904 studierte er an der Kaiserlichen Technischen Universität in Moskau, wurde aber 1911 wegen revolutionärer Umtriebe von der Universität verwiesen. Ein weiteres Studium wurde generell untersagt und er wurde nach Olonetz verbannt. Erst nach der Oktober-Revolution konnte er 1918 sein Studium beenden. Er war 1918 bis 1932 am wissenschaftlichen und experimentellen Institut für Straßenbau. Ab 1932 war er Professor für Baustatik an der Ingenieursakademie der Sowjetarmee und von 1933 bis 1955 hatte er den Lehrstuhl für Baustatik an der Hochschule für Bauwesen in Moskau. 1943 wurde er Generalmajor der Ingenieure. Als er 1966 beim Militär in den Ruhestand ging, wurde er Held der sozialistischen Arbeit.
Er entwickelte eine kinematische Methode in der Baustatik und effiziente Methoden für die Berechnung komplexer statisch unbestimmter Systeme, entwickelte eine Theorie der Tragseile bei Hängebrücken und der Dynamik der Belastung von Brücken und anderen Tragwerksstrukturen. Außerdem war er durch Lehrbücher der Baustatik bekannt.
1946 wurde er korrespondierendes Mitglied der Sowjetischen Akademie der Wissenschaften. 1944 wurde er verdienter Wissenschaftler Russlands und er erhielt den Leninorden.

## Schriften
- Methoden der Rahmen-Analyse (russisch). 3 Bände. Moskau / Leningrad 1934–1937.
- als Herausgeber: Structural mechanics in the USSR 1917–1957. Pergamon Press, 1960.
- als Herausgeber: Hängedächer. Bau-Verlag, Wiesbaden 1967.
- Erinnerungen 1904–1974 (russisch). Nauka, Moskau 1984